# Бергман, Сигне
Сигне Бергман (швед. Signe Bergman, полное имя Signe Wilhelmina Ulrika Bergman; 1869—1960) — шведская феминистка и общественный деятель.

## Биография
Родилась  10 апреля 1869 года в Стокгольме в семье государственного служащего Йохана Вильгельма Бергмана (Johan Wilhelm Bergman), племянница Мартины Бергман-Эстерберг.
Получила хорошее домашнее образование. Несколько лет она работала в Великобритании, в том числе в институте гимнастики ее кузины Мартины Эстерберг, а также в качестве помощника исследователя в Британском музее. Вернувшись в Швецию, работала казначеем в ипотечном банке Швеции (Sveriges allmänna hypoteksbank), в 1907 году была редактором журнала Rösträtt för kvinnor. Жила одна.
Сигне Бергман стала членом шведской организации за политическое право голоса женщин (Landsföreningen för kvinnans politiska rösträtt, LKPR)  в 1905 году, была членом правления Стокгольмского отделения организации в 1906—1914 годах и председателем правления головной организации в 1914—1917 годах. В 1911 году она организовывала и участвовала в Международном конгрессе за права голоса женщин в Стокгольме, который собрал 110 участников из разных стран мира. Бергман подала в отставку с поста председателя LKPR в 1917 году после того, как в шведском риксдаге было отклонено предложение о праве женщин на голосование. Поле этого она  активно участвовала в женской правозащитной организации  Frisinnade kvinnor и в либеральной политической партии Frisinnade landsföreningen (Национальный союз свободомыслящих).
Умерла 9 мая 1960 года в приходе Оскар. Была похоронена  стокгольмском Северном кладбище (Норра бегравнингсплатсен).